# Buffalo Bill
Buffalo Bill, pseudonimo di William Frederick Cody (Le Claire, 26 febbraio 1846 – Denver, 10 gennaio 1917), è stato un militare statunitense.
Noto cacciatore di bisonti (in inglese buffalo), fu anche esploratore, attore e impresario teatrale. Divenne un eroe nazionale dopo un breve corpo a corpo con il capo indiano Mano Gialla nel 1876, durante il quale gridò: «Ecco il primo scalpo per Custer!».

## Biografia
William Frederick Cody nacque in una fattoria dell'Iowa nel 1846 da Isaac Cody e Mary Ann Bonsell Laycock. In seguito alla morte del fratello maggiore, nel 1853 la sua famiglia si trasferì nel Kansas, dove però fu vittima di un pesante clima persecutorio a causa delle posizioni anti-schiaviste del padre. Questi, infatti, morì nel 1857 per le conseguenze di un colpo di pugnale subito dopo aver tenuto un discorso contro lo schiavismo. All'età di quattordici anni il giovane William divenne uno dei corrieri a cavallo del Pony Express.
Nel 1863, dopo la morte della madre, si arruolò nel 7th Cavalry Regiment del Kansas e prese parte alla guerra di secessione americana con gli Stati dell'Unione. Durante una sosta al campo militare di Saint Louis conobbe l'italo-americana Louisa Frederici (1843-1921), che diventò sua moglie nel 1866 e dalla quale ebbe quattro figli.

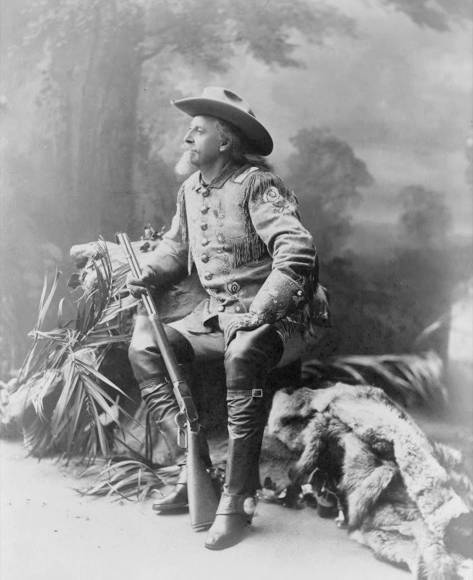
Buffalo Bill nel 1903.

Dopo la fine della guerra e fino al 1872, William Cody venne impiegato come guida civile dall'esercito statunitense e dalla Kansas Pacific Railroad. Ricevette la Medal of Honor, la più alta onorificenza militare degli Stati Uniti, per aver dimostrato "coraggio in azione" (nel 1917, ventiquattro giorni dopo la sua morte, la medaglia gli venne revocata, in quanto civile al momento dell'azione, ma nel 1989 gli fu definitivamente riassegnata).
Fu in questo periodo che diventò Buffalo Bill, dopo aver vinto una gara di caccia al bisonte con William Comstock, cui apparteneva in precedenza il famoso soprannome. Sembra, inoltre, che fra il 1868 e il 1872, per rifornire di carne gli operai addetti alla costruzione della ferrovia, abbia ucciso 4 280 bisonti. La pur diffusa italianizzazione "Bufalo Bill" appare errata, in quanto 'buffalo' è il nome con cui gli statunitensi indicano comunemente il bisonte (Bison bison), animale ben diverso dal bufalo.
Nel 1876, a Warbonnet Creek, egli affermò di avere preso lo scalpo di un guerriero cheyenne, secondo la sua stessa dichiarazione per vendicare la morte di George Armstrong Custer al Little Bighorn. Il suo nome in lingua dakota era «Pahaska».

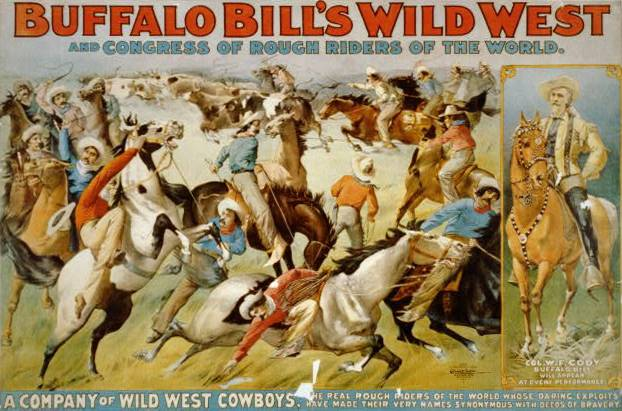
Poster del 1899 del Wild West Show.

Nel 1873 Ned Buntline, uno scrittore popolare che aveva scritto diversi racconti che narravano le gesta di Buffalo Bill, gli chiese di interpretare una versione teatrale delle sue novelle. Accettò di fare l'attore per undici stagioni consecutive.
Nel 1883 creò il Buffalo Bill Wild West Show, uno spettacolo circense in cui venivano ricreate rappresentazioni western, fra cui la battaglia di Little Bighorn dove perse la vita il generale Custer; della compagnia circense facevano parte anche cavalieri cosacchi e arabi che arricchivano l'esotismo dello spettacolo.
Pare che Buffalo Bill sparasse utilizzando la tecnica Fanning. La leggenda americana dice che si allenasse spesso mettendosi 7-8 metri davanti a un grande melo del suo cortile, con l'arma nella fondina. Quando era pronto, estraeva e esplodeva due colpi in rapida successione: il primo tagliava il picciolo di una mela e il secondo la centrava pochi centimetri sotto mentre, recisa, stava cadendo.
Fra i protagonisti dello spettacolo, al quale partecipavano veri cowboy e nativi americani, ci furono il leggendario capo sioux Toro Seduto, Calamity Jane e Alce Nero. Fu un successo negli Stati Uniti e in Europa per più di vent'anni e fu una delle attrazioni principali a Londra durante il Giubileo d'Oro della regina Vittoria nel 1889 e all'Esposizione Mondiale di Chicago del 1893.
Buffalo Bill morì nel 1917, all'età di 70 anni, e venne seppellito su sua richiesta sulla Lookout Mountain in Colorado, a est della città di Denver. Qualche tempo prima di morire si era convertito al cattolicesimo e nel 1890 aveva incontrato il papa Leone XIII.
Fu membro della massoneria.
Nel 1890, pur ormai affermato showman di fama internazionale, partecipò, col grado di colonnello, alle operazioni militari contro i Sioux che aveva già combattuto nel 1876. Nel 1906 ritornò a esibirsi in Italia, fermandosi tra le altre città a Torino; in quell'occasione il conte Eugenio Veritas, cantastorie cieco, scrisse la celebre canzone popolare piemontese Buffalo Bill a Torino. I giornali italiani riportarono alcuni dettagli sulla troupe circense: secondo La Stampa, gli indiani erano in parte cattolici e l'Istituto delle missioni cattoliche di Roma aveva provveduto alle loro cure religiose incaricandone padre Strikland, della casa dei Gesuiti di Fiesole.

## Le tournée italiane
Fece spettacoli anche in alcune città italiane, tra cui Napoli, Torino, Genova, Alessandria, Udine, Milano, Bergamo, Brescia, Verona, Vicenza, Bologna, Firenze, Arezzo, Terni, Perugia, Cremona, Trieste (al tempo asburgica) e Roma, dove l'8 marzo 1890 perse la celebre sfida nella doma di puledri contro i butteri di Cisterna capitanati dal cisternese Augusto Imperiali.
- 26/01-17/02/1890 Napoli • 20/02-9/03/1890 Roma • 12-20/03/1890 Firenze • 23-30/03/1890 Bologna • 2-13/04/1890 Milano • 14-16/04/1890 Venezia
- 14-16/03/1906 Genova • 17/03/1906 La Spezia • 18-20/03/1906 Livorno • 22-28/03/1906 Roma • 29/03/1906 Terni • 30/03/1906 Perugia • 31/03/1906 Arezzo • 1-3/04/1906 Firenze • 4/04/1906 Pisa • 05/04/1906 Parma • 6-7/04/1906 Modena • 8/04/1906 Bologna • 9/04/1906 Forlì • 10/04/1906 Ancona • 11/04/1906 Rimini • 12/04/1906 Ravenna • 13/04/1906 Ferrara • 14/04/1906 Padova • 15-16/04/1906 Verona • 17/04/1906 Mantova • 18/04/1906 Cremona • 19/04/1906 Piacenza • 20/04/1906 Pavia • 21/04/1906 Alessandria • 22-26/04/1906 Torino • 27/04/1906 Asti • 28/04/1906 Novara • 29/04/1906 Como • 30/04-5/05/1906 Milano • 7/05/1906 Bergamo • 8/05/1906 Brescia • 9/05/1906 Vicenza • 10/05/1906 Treviso • 11/05/1906 Udine • 12/05/1906 Trieste

Lo spettacolo a Milano, combattimento tra indiani e cowboy.
Parata dello spettacolo milanese.
Galoppo di gruppo durante lo spettacolo milanese.

## Impatto culturale

### I "precursori"
Secondo alcune fonti, tra cui quella del naturalista e letterato Martin Garretson, dai primi dell'Ottocento fino al successo di William Cody, almeno svariate dozzine di cacciatori di bisonti, si soprannominarono da soli o vennero ribattezzati da altri, con il nomignolo di Buffalo Bill ("Bill dei Bisonti"), per ricordare qualche loro particolare prodezza nella caccia; ma la definizione era ritenuta così importante che ognuno di loro pretendeva di essere l'unico a poter portare il nuovo nome e spesso polemizzava con gli altri Buffalo Bill, ritenendoli degli impostori.
Oltre al celeberrimo William Cody, il naturalista Martin Garretson segnalò un primo precedente significativo Buffalo Bill, dal nome William Matthewson di professione commerciante, che si distinse nel 1860, non tanto per l'uccisione di centinaia di capi in una sola caccia, quanto per la distribuzione della carne che fece presso i coloni del Kansas, stremati da una terribile carestia, i quali per riconoscenza lo omaggiarono con quel soprannome.
Di natura pacifica e modesta, Matthewson non volle approfittare di questo momento di popolarità, e si ritirò a vita privata, nella città di Wichita, e in questo modo il titolo di Buffalo Bill spettò poi ad altri cacciatori.

### Cinema

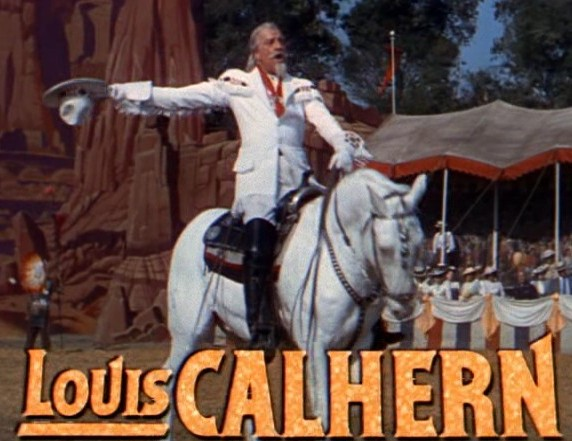
Louis Calhern in Anna prendi il fucile.

Molte le pellicole americane che lo vedono protagonista o che si ispirano alle sue gesta in maniera più o meno dichiarata: La conquista del West di Cecil B. DeMille (1936) con James Ellison, Buffalo Bill (1944) di William A. Wellman con Joel McCrea, Buffalo Bill e gli indiani (1976) di Robert Altman, interpretato da Paul Newman. Il personaggio di Buffalo Bill (interpretato da Louis Calhern) appare anche in Anna prendi il fucile (1950), un film musicale diretto da George Sidney. Una delle ultime apparizioni risale al 2004, nel film Oceano di fuoco - Hidalgo, dove l'attore J. K. Simmons interpreta il cowboy e datore di lavoro di Frank Hopkins, il protagonista del film interpretato da Viggo Mortensen.
In Italia, nel 1949, venne realizzata dal regista Giuseppe Accatino la pellicola Buffalo Bill a Roma, probabilmente primo esempio di western all'italiana, dedicato alla reale sfida che aveva visto Cody e il suo circo soccombere contro la ormai mitica rappresentanza di butteri laziali. Nel 1974, Marco Ferreri riprenderà il personaggio di Buffalo Bill in Non toccare la donna bianca facendolo interpretare da un ironico e dissacratore Michel Piccoli.

### Musica
Il cantautore Francesco De Gregori nel 1976 ha intitolato il suo quinto album Bufalo Bill. La canzone Bufalo Bill racconta le atmosfere e alcuni riferimenti biografici, presentando il celebre cacciatore e attore statunitense come un messia dai falsi valori della ricchezza, potere e apparenza.
Una sua foto all'età di 19 anni è la copertina dell'album Goblin di Tyler, the Creator.

### Altri media
Nel 1989 uscì il videogioco Buffalo Bill's Wild West Show per gran parte degli home computer diffusi in Europa.

## Onorificenze
La Medal of Honor gli venne revocata nel 1917 e riconfermata nel 1989.